# Tamansuruh
Tamansuruh is een bestuurslaag in het regentschap Banyuwangi van de provincie Oost-Java, Indonesië. Tamansuruh telt 4155 inwoners (volkstelling 2010).